# 勝崎耕世
勝崎 耕世（かつざき こうせい、1965年9月8日 - ）は、日本のアスレティックトレーナー。北海道日本ハムファイターズや中日ドラゴンズなどでコーチを務め、琉球ブルーオーシャンズではチームディレクターを務めた。プロ野球選手の経験はない。

## 経歴
愛知県三好高校卒業後は、日本体育大学に入学し400mハードルの選手として活躍。日本体育大学卒業後、カリフォルニア大学ロサンゼルス校に入学し、帰国後は日本体育大学助手になり、日本体育大学大学院修士課程修了、同大学院博士課程満期退学。
1996年から2003年まで日本プロ野球・日本ハムファイターズのトレーニングコーチを担当。日本ハムの北海道本拠地移転に際して家庭の事情で帯同できないこともあり、中日ドラゴンズ監督に就任した落合博満監督に請われ、2004年から中日ドラゴンズのコンディショニングコーチを務め、4度のチーム優勝に貢献した。2011年オフに落合が退任するとともに退団。落合の8年間の監督時代で、最初から最後までコーチを務め続けていた3人のうちの1人だった。
2012年1月末韓国プロ野球ロッテ・ジャイアンツの臨時コーチとなり、同年3月25日、正式にトレーニングコーチとなったが同年限りで退任した。2013年オフに落合が中日ドラゴンズのゼネラルマネージャーに就任すると、2014年から再びコンディショニングトレーニングコーチとして中日に復帰した。なお、落合が2017年1月に退任してからも中日に所属していた。
落合監督時、勝崎と同じ期間だけ中日に所属し、勝崎の中日復帰時の監督代行・監督だった森繁和は2018年オフより中日のシニアディレクターに就任していたが、2019年オフに退団することが決定。すると、勝崎もそれに呼応するように同年10月4日、球団事務所で球団代表の加藤宏幸に今季限りでの退団の意思を伝え、同日に受諾された。退団理由は「若手育成のプランが立てられるようにと思っていたが、プランが確立したので自分の役目は終わったと思った」と話している。
2019年12月6日、沖縄初のプロ野球チームとして設立したばかりの琉球ブルーオーシャンズのコンディショニングトレーニングコーチを2020年から務めることが発表された。2022年からはチームに監督が不在となった中、勝崎の役職名がチームディレクターに変更された。また、同年4月に球団が開設したアカデミーのアカデミー長も務める。なお、琉球球団は同年をもって活動休止を発表し、休止後の勝崎の処遇は明かされていない。
プロ野球界にて選手経験はなく、コーチとしてのみ活動している。

## 人物
- 2017年2月27日、北海道でのオープン戦への移動のためチームで那覇空港にいたところ、体調不良で倒れている男性に遭遇し、同じく中日コンディショニングコーチの宮前岳巳とともに空港職員に指示を出すなど人命救助を手伝った[5]。勝崎は国際救命救急協会の資格も持ち、街中でも何度か急病人の救助を行ったことがあるという[6]。

## 詳細情報

### 背番号
- 76（1996年 - 2000年）
- 89（2001年 - 2003年）
- 92（2004年 - 2012年、2014年 - 2018年）
- 96（2019年）
- 98（2020年 - 2022年）

## 著書
- DVDブック 勝崎式野球がうまくなる「楽トレ」（2013年11月1日、ベースボールマガジン社、ISBN 978-4583106106）